# فرانك ويلزي (مؤرخ)
فرانك ويلزي (بالإنجليزية: Frank Welsh)‏ هو مؤرخ بريطاني، ولد في 1931.